# Атамекен (Акжаикский район)
Атамеке́н (каз. Атамекен, до 1994 г. — Анто́ново) — село в Акжаикском районе Западно-Казахстанской области Казахстана. Входит в состав Алмалинского сельского округа. Код КАТО — 273239200.
Село расположено на правом берегу реки Урал, где от него отделяется рукав Багырлай.

## Население
В 1999 году население села составляло 625 человек (316 мужчин и 309 женщин). По данным переписи 2009 года, в селе проживало 580 человек (299 мужчин и 281 женщина).

## История
Пётр Симон Паллас в «Путешествии по разным провинциям Российской Империи» в 1769 году пишет, что Антоновский форпост «был проименован по высокому близ находящемуся берегу Яика или Антонову Яру, а сей, назван по атаману над рыбаками».
Посёлок Антоновский входил во 2-й Лбищенский военный отдел Уральского казачьего войска.